# Pelagius I
Pelagius I, född i Rom, var påve från den 16 april 556 till sin död i Rom den 3 mars 561. 

## Biografi
Pelagius tillhörde den romerska adeln, och hans far Johannes verkar ha varit kyrkoherde i en av de två församlingar som Italien var indelad i. Första gången Pelagius finns omnämnd är när han år 536 som diakon följde Agapitus I till Konstantinopel i egenskap av påvligt sändebud (apokrisiarius). Han hade genom sina monofysitiska åsikter stort inflytande hos kejsarinnan Teodora, men ådrog sig kejsar Justinianus I onåd genom att förmå påven Vigilius att skriva under en protestskrivelse mot femte ekumeniska konciliets (553) fördömelsedom över tre antiokenska kyrkolärare ("de tre kapitlen"). Då Pelagius sedan ställde sig på kejsarens sida, vartill påven Vigilius även blivit tvungen, valdes han efter dennes död (555) genom kejsarens inflytande till påve. Han hade då genomdrivit en fördömelse av Origenes läror.
Såväl på grund av sin vacklande hållning i pågående lärostrider som till följd av sin upphöjelse genom grekiska hovet lyckades han aldrig vinna de västerländska biskoparnas förtroende, utan levde i ständiga stridigheter med dem. Motståndet var så svårt att han hade svårt att hitta någon att utföra kröningen till påve. Pelagius I har emellertid inlagt förtjänster om botandet av de skador, som det gotiska kriget vållat kyrkan.
Pelagius kallades "de fattigas och hemlandets fader", och begravdes den 4 mars 561 framför sakristian i Peterskyrkan.